# Diecéze gliwická
Diecéze gliwická (latinsky Dioecesis Glivicensis) je polská římskokatolická diecéze. Je součástí Katovické církevní provincie.
Gliwická diecéze byla zřízena bulou papeže Jana Pavla II. Totus Tuus Poloniae populus dne 25. března 1992 z části diecéze opolské a části diecéze katovické a několika farností diecéze čenstochovské. Současně byla přidělena k nově vzniklé Katovické církevní provincii. Při zřízení diecéze byl diecézním biskupem jmenován Jan Walenty Wieczorek (narozen 1935) a pomocným biskupem Gerard Alfons Kusz (narozen 1939). Roku 2011 Jana Wieczorka nahradil Jan Kopiec (narozen 1947).
Diecéze zaujímá část Horního Slezska, přesněji řečeno severní část hornoslezské průmyslové aglomerace. Nejvýznamnějšími městy jsou vedle sídelních Gliwic Bytom, Lubliniec, Tarnowskie Góry a Zabrze.
Hlavním chrámem diecéze je gliwická katedrála sv. apoštolů Petra a Pavla, která byla postavena v letech 1896–1900. Nejvýznamnějším poutním místem diecéze jsou Rudy, kde se v komplexu bývalého cisterciáckého kláštera nachází milostný obraz P. Marie Pokorné (basilica minor). Další významné poutní místo, rovněž mariánské, je v Lubecku.
Na území diecéze působí dvanáct mužských a šestnáct ženských řádů, mj. johanité v Pilchowicích, jezuité v Bytomi a Gliwicích, františkáni v Gliwicích, Bytomi, Lublinci, Rybniku Stodoły a Zabrze, kapucíni v Bytomi, redemptoristé v Gliwicích, salesiáni v Zabrze a Tarnowskich Górach, obláti v Lublinci. Duchovní diecéze se vzdělávají na teologické fakultě univerzity v Opoli.

## Děkanáty
| Děkanát           | počet farností | počet obyvatel | počet římských katolíků |
| ----------------- | -------------- | -------------- | ----------------------- |
| Bytom             | 10             | 68 932         | 58 821                  |
| Bytom Miechowice  | 8              | 77 300         | 66 750                  |
| Gliwice           | 10             | 87 140         | 76 800                  |
| Gliwice Łabędy    | 8              | 28 620         | 25 820                  |
| Gliwice Ostropa   | 10             | 68 932         | 58 821                  |
| Gliwice Sośnica   | 10             | 86 253         | 75 993                  |
| Kuźnia Raciborska | 8              | 20 039         | 19 693                  |
| Lubliniec         | 11             | 24 738         | 24 141                  |
| Pyskowice         | 10             | 31 979         | 30 404                  |
| Pławniowice       | 7              | 8 606          | 8 414                   |
| Sadów             | 8              | 14 602         | 14 373                  |
| Stare Tarnowice   | 7              | 29 370         | 28 895                  |
| Tarnowskie Góry   | 8              | 32 564         | 31 396                  |
| Toszek            | 9              | 23 192         | 22 798                  |
| Woźniki           | 11             | 29 177         | 28 795                  |
| Zabrze            | 10             | 97 600         | 86 190                  |
| Zabrze Mikulczyce | 9              | 52 800         | 47 900                  |
| Żyglin            | 8              | 29 182         | 28 657                  |